# Каллі Дальстром
Каллі Дальстром (англ. Cully Dahlstrom, нар. 3 липня 1912, Міннеаполіс — пом. 19 грудня 1998) — американський хокеїст, що грав на позиції центрального нападника.
Володар Кубка Стенлі.

## Ігрова кар'єра
Хокейну кар'єру розпочав 1931 року.
Усю професійну клубну ігрову кар'єру, що тривала 9 років, провів, захищаючи кольори команди «Чикаго Блек Гокс».
Загалом провів 371 матч у НХЛ, включаючи 29 ігор плей-оф Кубка Стенлі.

## Нагороди та досягнення
- Пам'ятний трофей Колдера — 1938.
- Володар Кубка Стенлі в складі «Чикаго Блек Гокс» — 1938.

## Статистика
| Сезон        | Клуб                  | Ліга         | Регулярний сезон | Регулярний сезон | Регулярний сезон | Регулярний сезон | Регулярний сезон | Плей-оф | Плей-оф | Плей-оф | Плей-оф | Плей-оф |
| Сезон        | Клуб                  | Ліга         | І                | Г                | П                | О                | ШХ               | І       | Г       | П       | О       | ШХ      |
| ------------ | --------------------- | ------------ | ---------------- | ---------------- | ---------------- | ---------------- | ---------------- | ------- | ------- | ------- | ------- | ------- |
| 1931–32      | «Міннеаполіс Міллерс» | ЦХЛ          | 30               | 9                | 1                | 10               | 10               | —       | —       | —       | —       | —       |
| 1932–33      | «Міннеаполіс Міллерс» | ЦХЛ          | 27               | 3                | 9                | 12               | 27               | 7       | 1       | 0       | 1       | 0       |
| 1933–34      | «Міннеаполіс Міллерс» | ЦХЛ          | 43               | 13               | 15               | 28               | 20               | 3       | 2       | 4       | 6       | 0       |
| 1934–35      | «Сент-Пол Сейнтс»     | ЦХЛ          | 44               | 16               | 20               | 36               | 30               | 8       | 3       | 0       | 3       | 2       |
| 1935–36      | «Сент-Пол Сейнтс»     | АХА          | 46               | 20               | 23               | 43               | 26               | —       | —       | —       | —       | —       |
| 1936–37      | «Сент-Пол Сейнтс»     | АХА          | 47               | 23               | 19               | 42               | 25               | —       | —       | —       | —       | —       |
| 1937–38      | «Чикаго Блек Гокс»    | НХЛ          | 48               | 10               | 9                | 19               | 11               | 10      | 3       | 1       | 4       | 2       |
| 1938–39      | «Чикаго Блек Гокс»    | НХЛ          | 48               | 6                | 14               | 20               | 2                | —       | —       | —       | —       | —       |
| 1939–40      | «Чикаго Блек Гокс»    | НХЛ          | 45               | 11               | 19               | 30               | 15               | 2       | 0       | 0       | 0       | 0       |
| 1940–41      | «Чикаго Блек Гокс»    | НХЛ          | 40               | 11               | 14               | 25               | 6                | 5       | 3       | 3       | 6       | 2       |
| 1941–42      | «Чикаго Блек Гокс»    | НХЛ          | 33               | 13               | 14               | 27               | 6                | 3       | 0       | 0       | 0       | 0       |
| 1942–43      | «Чикаго Блек Гокс»    | НХЛ          | 38               | 11               | 13               | 24               | 10               | —       | —       | —       | —       | —       |
| 1943–44      | «Чикаго Блек Гокс»    | НХЛ          | 50               | 20               | 22               | 42               | 8                | 9       | 0       | 4       | 4       | 6       |
| 1944–45      | «Чикаго Блек Гокс»    | НХЛ          | 40               | 6                | 13               | 19               | 0                | —       | —       | —       | —       | —       |
| Усього в НХЛ | Усього в НХЛ          | Усього в НХЛ | 342              | 88               | 118              | 206              | 58               | 29      | 6       | 8       | 14      | 10      |